# Witbefvliegenvanger
De witbefvliegenvanger (Anthipes monileger; synoniem: Ficedula monileger) is een zangvogel uit de familie Muscicapidae (vliegenvangers).

## Verspreiding en leefgebied
Deze soort telt 3 ondersoorten:
- A. m. monileger: de centrale en oostelijke Himalaya.
- A. m. leucops: van noordoostelijk India tot noordelijk en centraal Indochina.
- A. m. gularis: Arakan (zuidwestelijk Myanmar).